# Василівська волость (Мелітопольський повіт)
Василівська волость — адміністративно-територіальна одиниця Мелітопольського повіту Таврійської губернії.
Станом на 1886 рік складалася з 6 поселень, 6 сільських громад. Населення — 10396 осіб (5346 чоловічої статі та 5250 — жіночої), 1293 дворових господарства.
|                     | Площа, десятин | У тому числі орної, дес. |
| ------------------- | -------------- | ------------------------ |
| Сільських громад    | 18016          | 12132                    |
| Приватної власності | 39569          | 7490                     |
| Казенної власності  | —              | —                        |
| Іншої власності     | 240            | 240                      |
| Загалом             | 57825          | 19862                    |

Найбільші поселення волості:
- Василівка — містечко при притоці річки Бурчок за 65 верст від повітового міста, 1910 особи, 325 дворів, православна церква, синагога, школа, лікарня, 7 лавок, завод зельтерської води, спиртовий склад, постоялий двір, рейнський погріб, 3 ярмарки: 21 березня, 20 червня та 26 вересня, базар по неділях, залізнична станція Василівка. За 5 верст — постоялий двір. За 18 верст — школа. За 20 верст — школа.
- Бургатськ — село при безмінній балці, 645 осіб, 145 дворів.
- Карачекрак — село при річці Карачекрак, 713 осіб, 148 дворів.
- Скелька — село при річці Конка, 1121 особа, 260 дворів, православна церква, школа, 2 лавки.
- Янчекрак — село при притоці річки Янчекрак, 2020 осіб, 361 двір, школа, 2 лавки.